# Hara
Hara — рід риб родини Erethistidae ряду сомоподібних. Має 10 видів.

## Опис
Загальна довжина представників цього роду коливається від 2,5 до 13 см. Голова велика, морда витягнута. очі середнього розміру. Є 4 пари вусів. На верхній губі присутні сосочки. Тулуб масивний, трохи видовжений у хвостовій частині. Спинний плавець високий, серед видів свого роду відрізняється шириною. Шип на спинному плавці зубчастий. Звідси походить наукова назва цих сомів (hara з гінді перекладається як «зубчастий»). Жировий плавець невеличкий. Грудні плавці доволі довгі, помірно широкі. Між ними є клейковий апарат. Анальний плавець витягнутий, з короткою основою. Хвостовий плавець великий.
Забарвлення переважно темних кольорів, у низки видів присутні контрастні поперечні смуги.

## Спосіб життя
Є демерсальними рибами. Воліють до прісних водойм. Зустрічаються у струмках або річках з повільною течією і піщаним дном. Утворюють невеличкі косяки. Вдень лежать нерухомо на ґрунті. Активні у присмерку та вночі. Живляться дрібними бентосними організмами.

## Розповсюдження
Живуть у водоймах Індії, М'янми, Непалу, Бангладеш і південного Китаю.

## Тримання в акваріумі
Підходить невисока — 25-30 см — ємність з великою площею дна від 60 літрів. На дно насипають суміш дрібного, середнього і крупного піску темних тонів. Зверху дно встеляють органікою — опалим листям і тонкими гілками. Із декорацій можна помістити кілька невеликих каменів неправильної форми і корч. Рослини актуальні уздовж задньої стінки акваріума.
Мирні. Утримувати краще групою від 10 штук. Сусідами можуть бути будь-які мирні риби — інші невеличкі соми, в'юни, расбори, деваріо, даніо. З технічних засобів знадобиться внутрішній фільтр середньої потужності, компресор. Температура тримання повинна становити 18-25 °C.

## Види
- Hara filamentosa
- Hara hara
- Hara horai
- Hara jerdoni
- Hara koladynensis
- Hara longissima
- Hara mesembrina
- Hara minuscula
- Hara nareshi
- Hara spinulus